# Skorradalsvatn
Skorradalsvatn is een meer in het westen van IJsland, gelegen in de nauwe vallei Skorradalur. Het smalle Skorradalsvatn is ongeveer 16 kilometer lang en heeft een maximale diepte van 48 meter. Het oppervlak is ongeveer 14,7 km². Aan het eind van het meer ligt een kleine dam met een kleine energiecentrale. Het water vloeit via de Andakilsá naar de Borgarfjörður. Halverwege het riviertje ligt er nog een waterkrachtcentrale, de Andakílsárvirkjun. Aan de noordzijde van het meer ligt de Skorradalsháls, en aan de noordzijde van deze heuvelrug ligt het langgerekte Lundarreykjadalur. De zuidwestelijke zijde van Skorradalsvatn wordt begrensd door het Skarðsheiði-massief. De beide oevers van het meer zijn redelijk bebost, een fenomeen dat op IJsland behoorlijk zeldzaam is. Deze bebossing komt onder meer door een overheidscampagne voor de herbebossing van IJsland. Aan het meer liggen geen dorpen of nederzettingen. Wel staan er met name aan de noordzijde veel vakantiehuisjes die via een modderig weggetje te bereiken zijn. Aan het einde van daarvan ligt het kleine kerkje Fitjar.

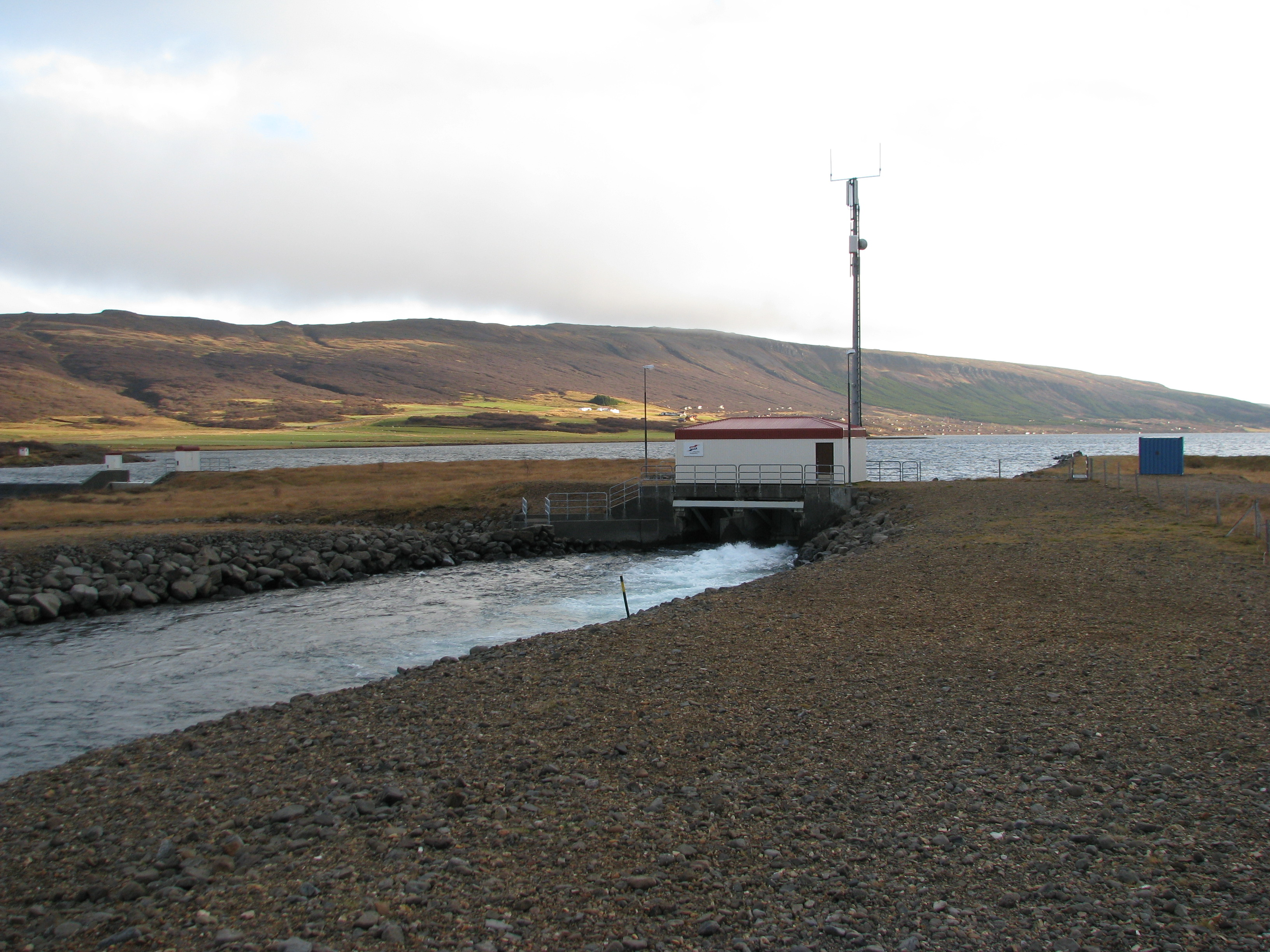
De dam in Skorradalsvatn met de energiecentrale.
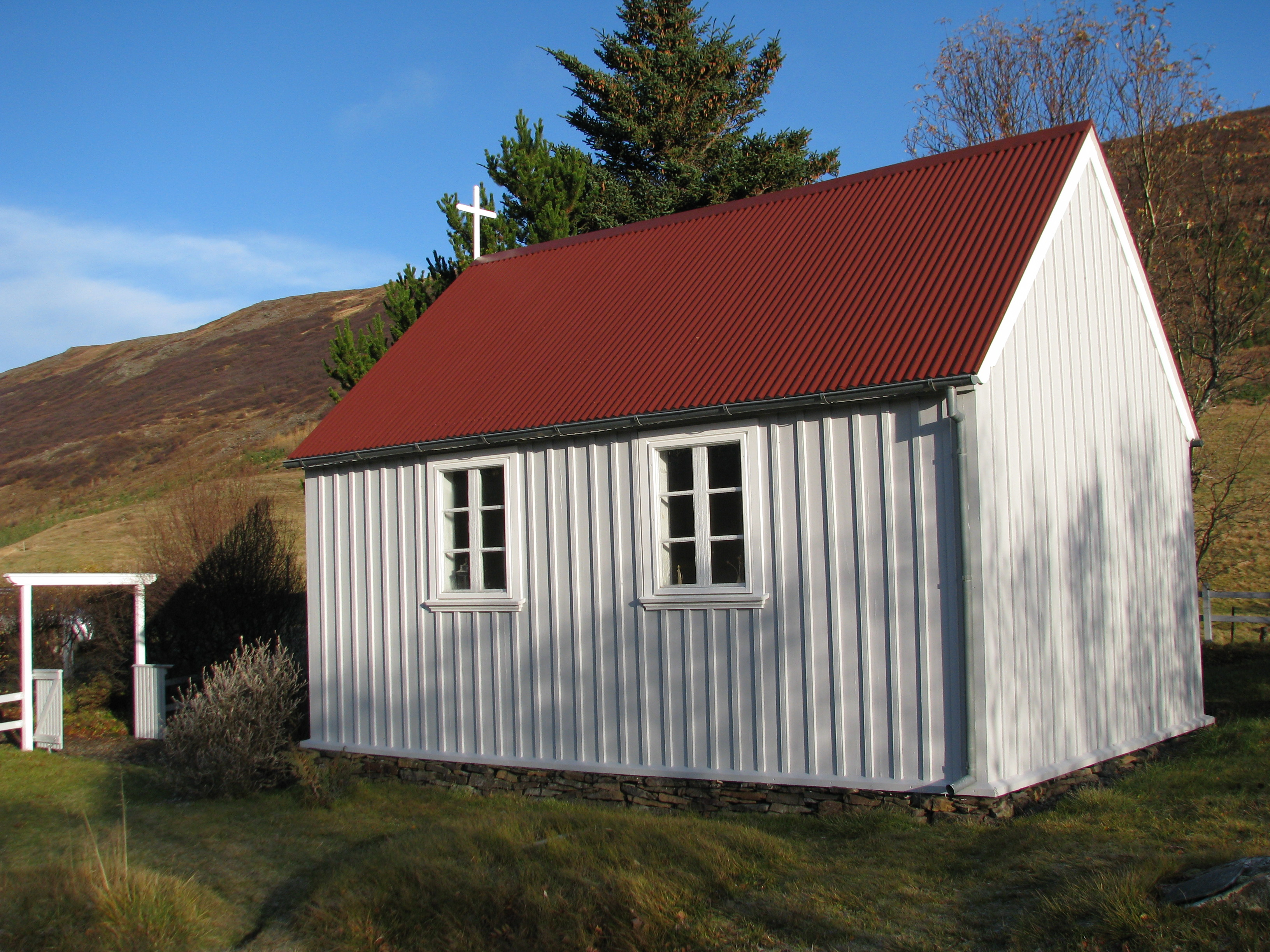
Het kerkje Fitjar.